# Mariela Celentano
Mariela Chiche Celentano (Montevideo, 16 de junio de 1957 - ibídem, 12 de mayo de 2009) fue una profesora y música uruguaya.
Se inició en el Taller Barradas (Montevideo) y pronto fue ampliando sus actividades. Trabajó en el Taller de Música Popular «El Papagayo Azul» y en la Escuela Esquinera, entre otros.
Marcó un nuevo estilo en la música y las actividades lúdicas de los innumerables talleres que dirigió y coordinó a lo largo de su vida.
Nació y vivió en Montevideo. Su numerosa familia era de origen italiano. En su infancia y adolescencia concurrió a la Asociación Cristiana de Jóvenes (ACJ) donde aprendió liderazgo de grupo y desarrolló técnicas recreativas en grupos. No se casó ni tuvo hijos.
En 1983 participó en la fundación del TUMP (Taller Uruguayo de Música Popular), donde trabajó como docente.
En 1996 colaboró junto a Celeste Zerpa y Julio Brum en la creación del libro Sonando… ando: relato de una experiencia, editado por el TUMP.
Trata sobre una experiencia surgida en el seminario-taller de expresión musical del programa Nuestros Niños, organizado por el IMM (Instituto de Estudios Municipales, de Montevideo) en convenio con UNICEF. Mediante la descripción de cuatro talleres, los autores reflexionan sobre el valor educativo del sonido y de la música, la importancia virtual del rescate de la memoria sonora, el papel de los trabajadores sociales y a todos los que están interesados en la incidencia del mundo sonoro en la conformación de la identidad cultural.
Ese año decidió separarse del TUMP y formar su propio taller ―al que llamó SonSueño― en su casa.
Se especializó en actividades de recreación que incluían técnicas lúdicomusicales. Promovió la integración de personas con capacidades diferentes en grupos con personas sin esas discapacidades.
Dio clases de expresión musical en la carrera de Recreación de la Universidad Católica de Montevideo.
Participó activamente en las bienales para educadores de recreación, que se desarrollan cada dos años en la ciudad de Montevideo. Su trabajo y su trayectoria siempre fue muy bien recibido por otros docentes y sirve incluso en la actualidad como motivación y orientación de escuelas, colegios, institutos, universidades y talleres del Uruguay. Su enfoque a la educación es digno de una emotividad y de una pasión única en la historia de la recreación en el Uruguay de las últimas décadas.
Año a año se sumaron docentes, terapeutas y talleristas a su equipo de trabajo, como
Javier Cabra Cabrera Lecina (guitarrista),
Yolanda del Pino (profesora de expresión corporal),
Gabriela Duarte Rodríguez (terapeuta),
Daniel Etulain (actor),
Gonzalo Gravina (pianista),
Giuseppe Pino Livraghi (masajista),
Gabriel Musitelli (violinista),
Berta Pereira (cantante),
Pollo Píriz (músico) y
Daniel Spinetti (músico).
Mariela Celentano falleció repentinamente en Montevideo el 12 de mayo de 2009, de un ataque cardíaco. Su taller en la calle Irlanda (Montevideo) es dirigido actualmente por Genaro Celentano (su hermano), Berta Pereira y Gabriela Duarte Rodríguez.